# Knolliger Kälberkropf
Der Knollige Kälberkropf (Chaerophyllum bulbosum), auch Kerbelrübe, genannt, ist eine Pflanzenart aus der Gattung Kälberkröpfe (Chaerophyllum) innerhalb der Familie der Doldenblütler (Apiaceae). Der Knollige Kälberkropf ist eine wenig bekannte Gemüseart.

## Beschreibung

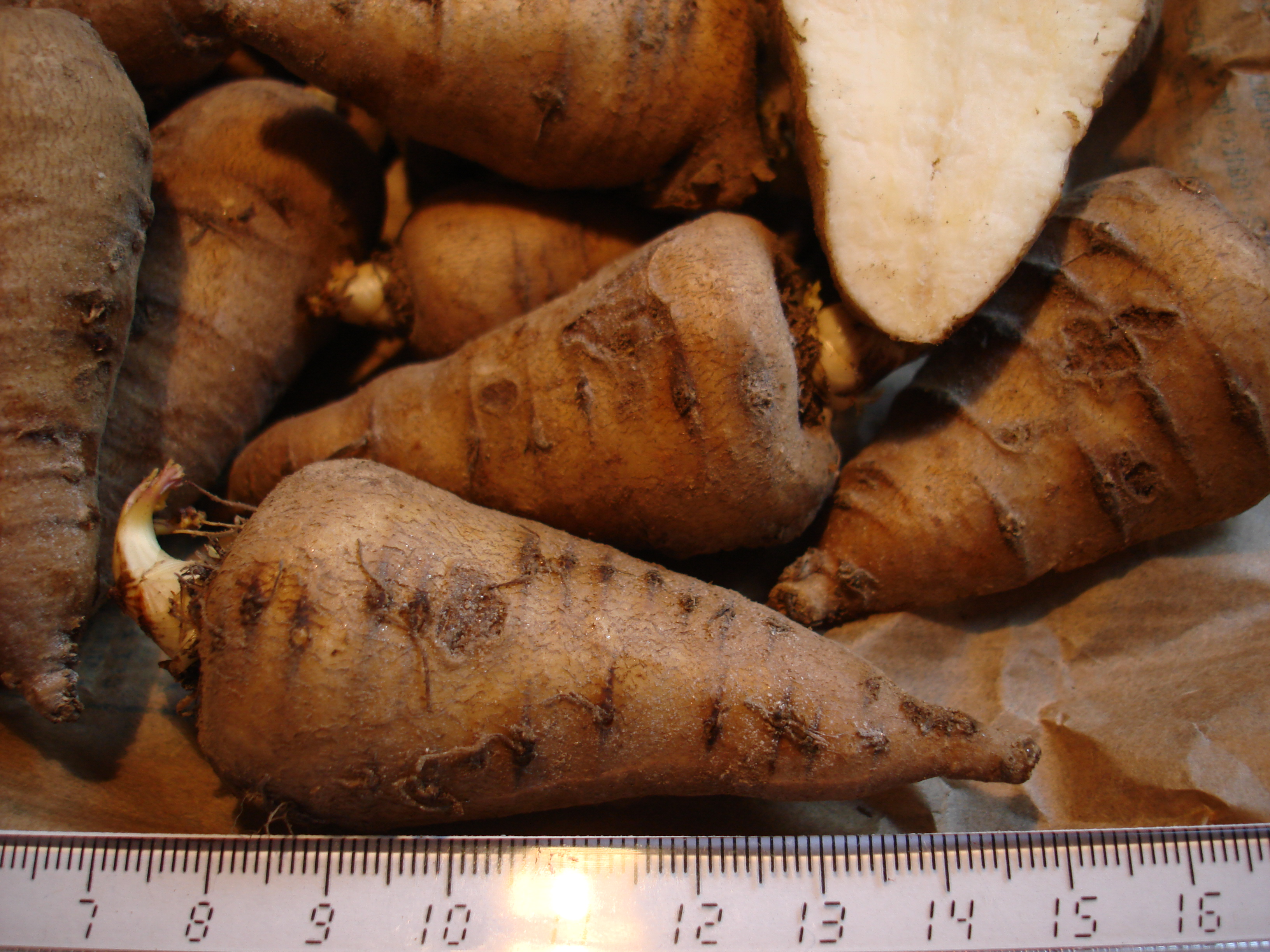
Knolle

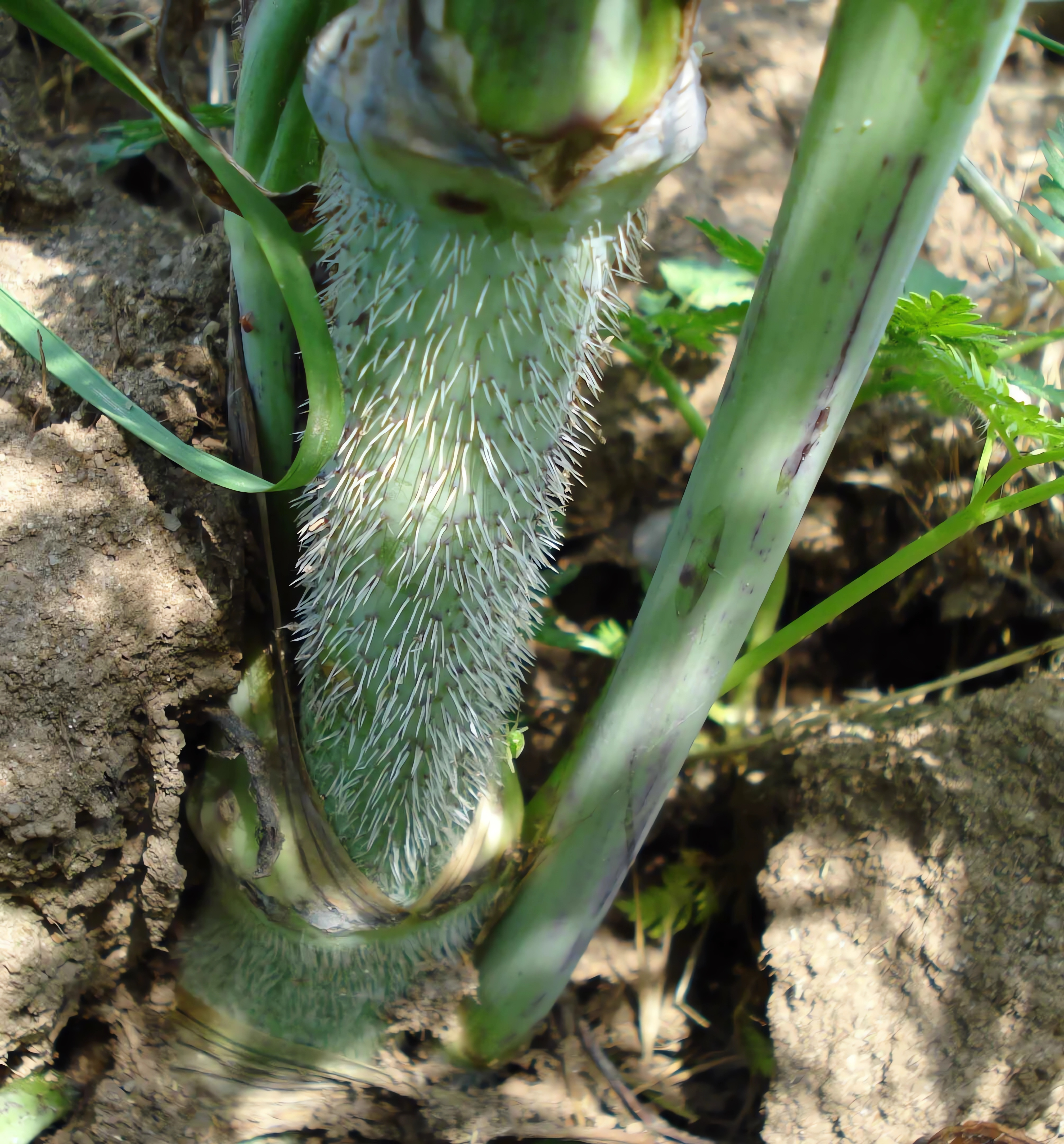
Stängelbasis

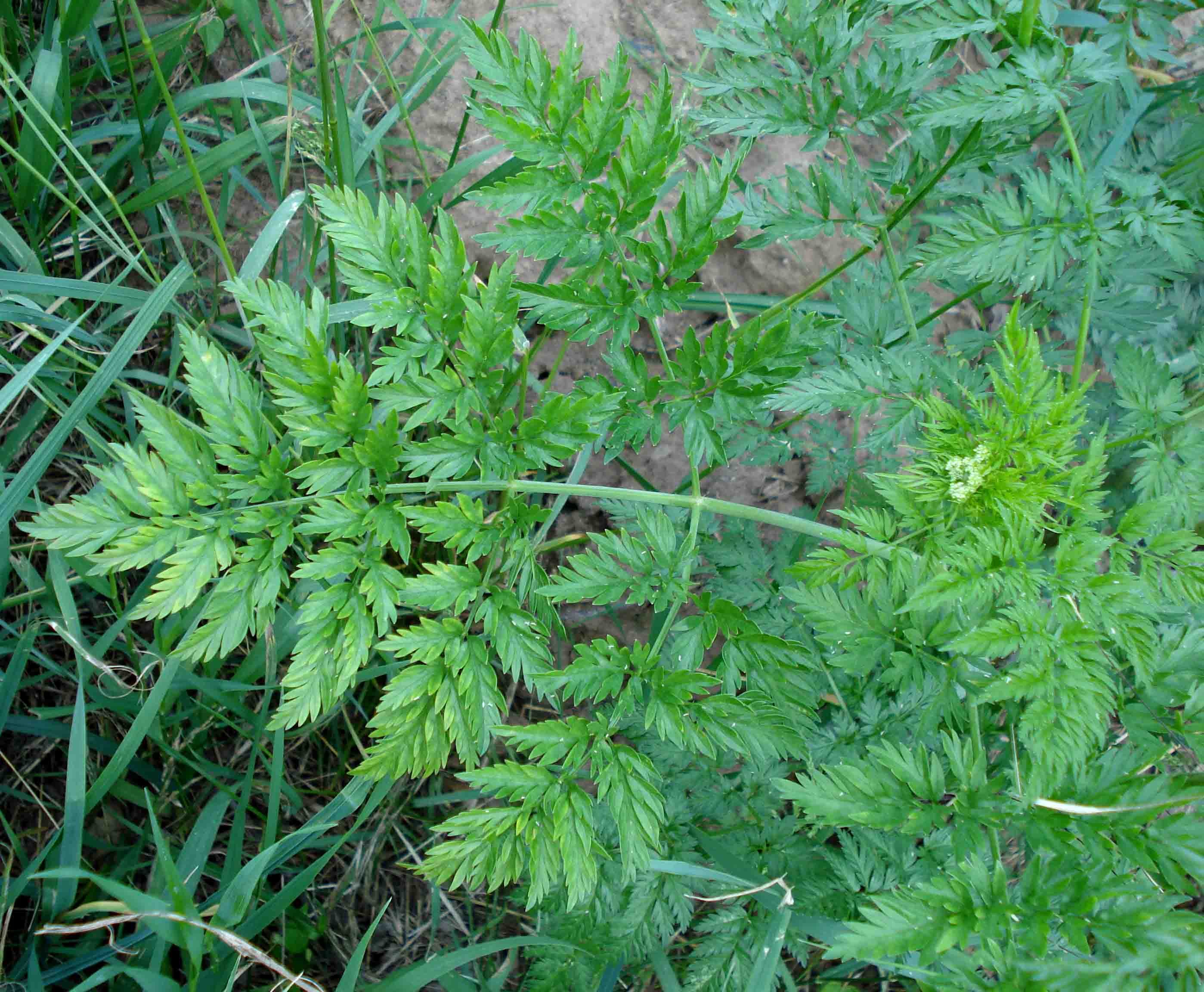
Laubblatt

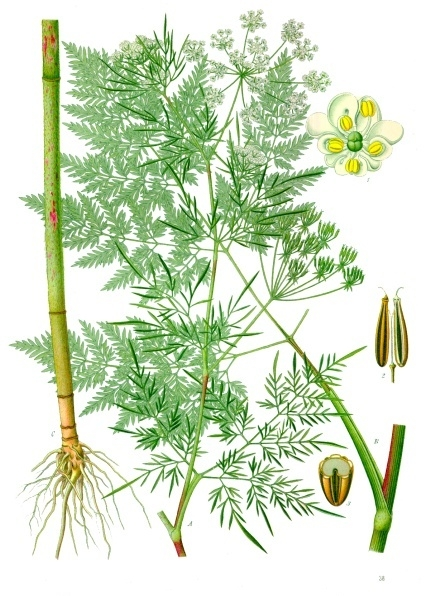
Illustration aus Köhler's Medizinalpflanzen

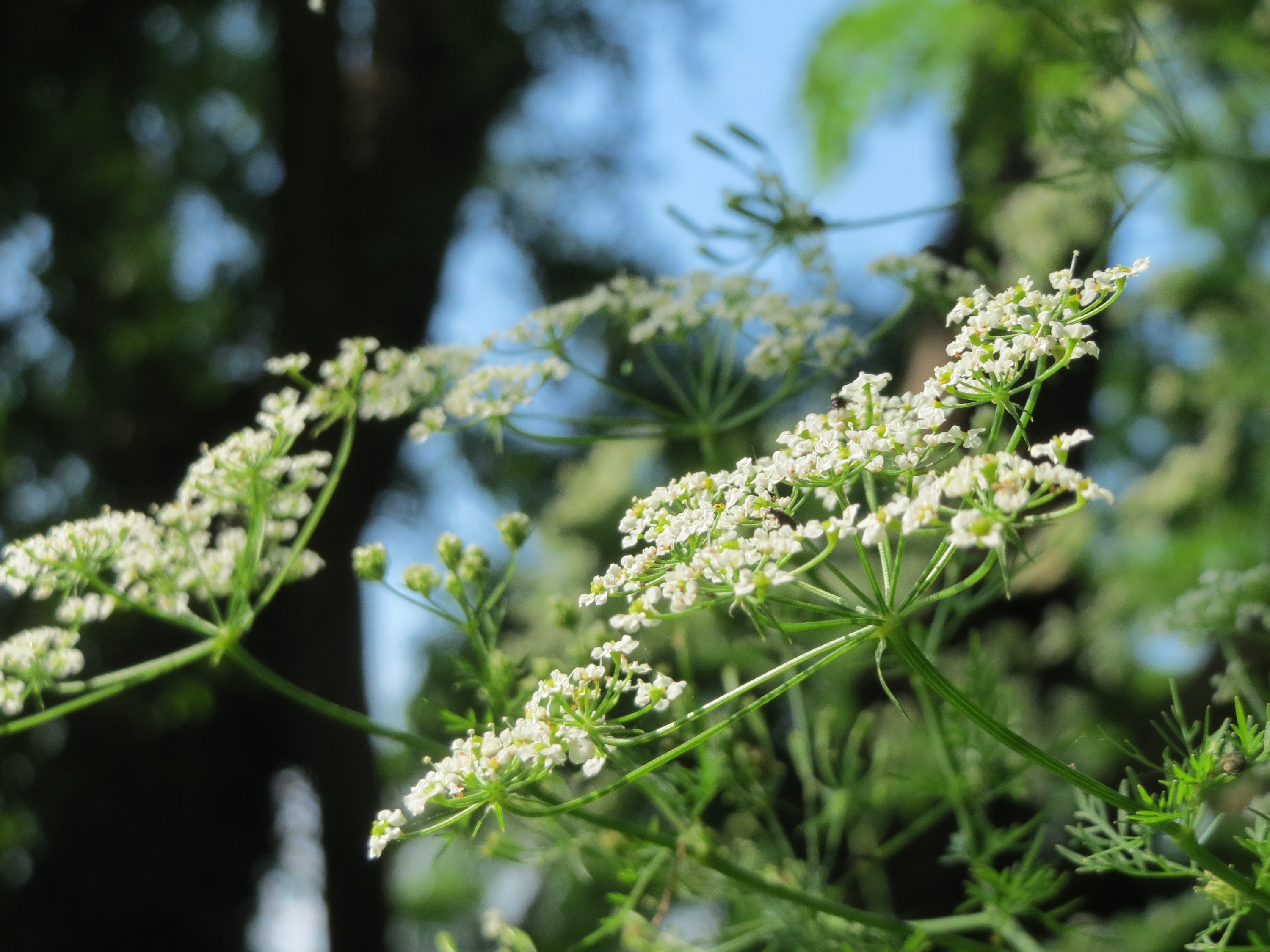
Doppeldoldiger Blütenstand

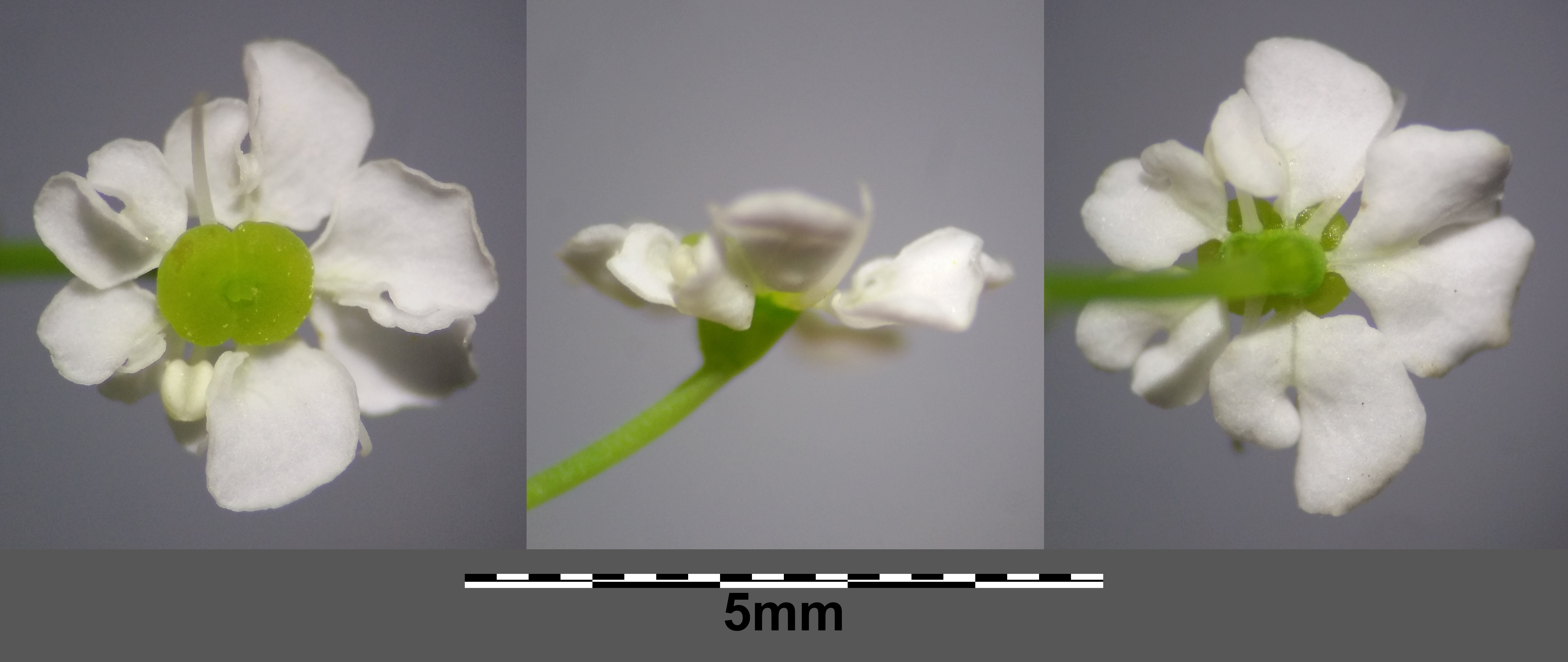
Blüten

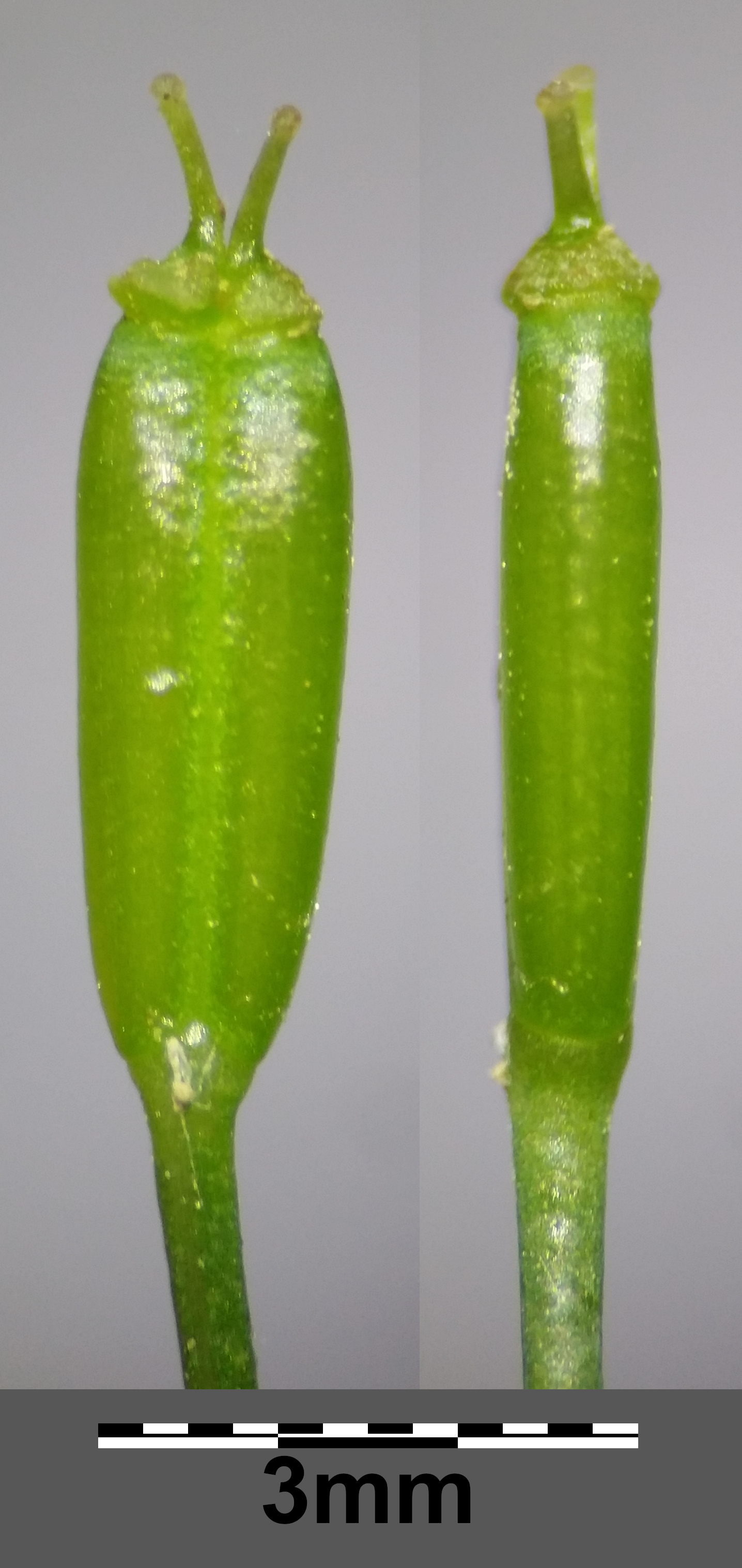
Junge Früchte

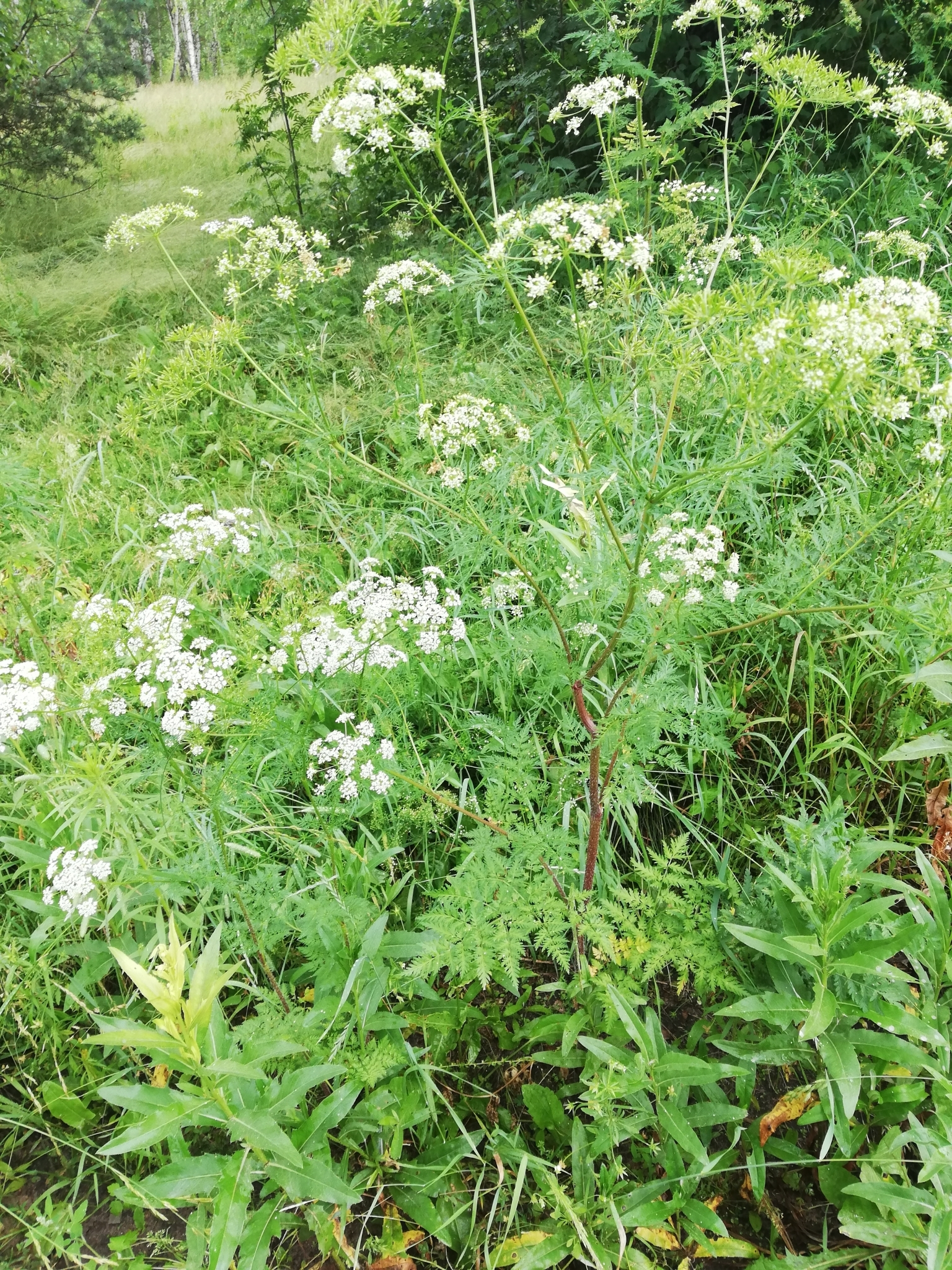
Chaerophyllum bulbosum subsp. prescottii

### Vegetative Merkmale
Der Knollige Kälberkropf ist eine zweijährige krautige Pflanze und erreicht Wuchshöhen von 0,8 bis 2 Metern.
Der Stängelknoten, eine Hypokotyl-Knolle, ist kropfartig verdickt, daher der Trivialnamen Knolliger Kälberkropf. Die Hypokotyl-Knolle dient als Gemüse. Die Hypokotyl-Knolle ist kegelig bis kugelig, wird etwa 3 bis 6 Zentimeter dick, 1,5 bis 10 Zentimeter lang, 140 bis 200 g schwer und besitzt eine graue Oberfläche; viele bleiben jedoch kleiner. Die Form erinnert an kleine kurze Karotten. Die Hypokotyl-Knolle wird zur Blütenbildung aufgebraucht, ist nicht ausdauernd und stirbt nach der Samenbildung ab.
Der hohle, stielrunde Stängel ist glatt, am Grund borstig bis zottig behaart mit weißen, auf Knötchen sitzenden Haaren, rotgefleckt, oberseits kahl, meist bläulich bereift, rötlich überlaufen und unter den Knoten verdickt.
Die Laubblätter sind zwei- bis vierfach fiederschnittig, die unteren gestielt und am Rand und auf den Nerven behaart. Die oberen Laubblätter sind sitzend und mit erheblich schmaleren Blattabschnitten als die unteren versehen. Die Blattabschnitte 1. Ordnung sind dreieckig-eiförmig und zugespitzt, die Zipfel letzter Ordnung schmal-lanzettlich bis linealisch, ganzrandig und mit feinen, weißen Spitzchen ausgestattet.

### Generative Merkmale
Der Knollige Kälberkropf blüht erst im zweiten Jahr von Juni bis August. Der doppeldoldige Blütenstand besitzt 12 bis, meist 15 bis 20 kahle, sehr ungleich lange Strahlen. Die Hülle fehlt oder ist wenigblättrig vorhanden. Die fünf bis sechs Hüllchenblätter sind linealisch-lanzettlich, weißhautrandig und zum Teil ungleich lang.
Die Blüten sind zwittrig. Die Kronblätter sind weiß, rundlich verkehrt-eiförmig bis quer-elliptisch, etwa bis zur Hälfte eingeschnitten und am Grund plötzlich zusammengezogen. Die Griffel sind etwas länger als das niedergedrückte Griffelpolster und stehen voneinander in stumpfem Winkel ab.
Die bei Reife gelblich-dunkelbraune und gestreifte Doppelachäne ist bei einer Länge von 4 bis 6 Millimetern und einer Breite von 1,4 bis 2 Millimetern linealisch-länglich bis schmal-kegelförmig.
Die Chromosomenzahl beträgt 2n = 22.

## Ökologie
Der Knollige Kälberkropf ist ein Selbstbestäuber.
Die Samen des Knolligen Kälberkropfs sind in der Regel nur ein Jahr keimfähig, manchmal auch zwei und keimen im nächsten Jahr. Ihr Tausendkorngewicht beträgt 2 bis 2, g. Die Heimische Kerbelrübe ist ein Frostkeimer, weshalb sie erst im Frühjahr keimt. Sie benötigt mindestens 6 Wochen Kälte, bevor sie keimt, und keimt erst etwa 6 Monate nach Versamung.

## Systematik
Chaerophyllum bulbosum wurde 1753 von Carl von Linné in Species Plantarum, Band 1, S. 258, erstveröffentlicht. Synonyme für Chaerophyllum bulbosum L. sind Chaerophyllum caucasicum (Hoffm.) Schischk., Chaerophyllum laevigatum Vis., Chaerophyllum neglectum N.W.Zinger, Chaerophyllum prescottii DC., Chaerophyllum rapaceum Alef., Chaerophyllum verticillatum Pers., Myrrhis bulbosa Spreng., Myrrhis bulbosum Spreng. und Scandix bulbosa Roth.
Bei manchen Autoren gibt es von Chaerophyllum bulbosum zwei Unterarten, die von manchen Autoren auch als Arten angesehen werden:
- Heimische Kerbelrübe (Chaerophyllum bulbosum L. subsp. bulbosum): Sie gesitzt eine weißfleischige Knolle.[4][22] Sie kommt ursprünglich in Frankreich, Deutschland, Österreich, Polen, Tschechien, in der Schweiz, in Norditalien, Slowakei, Schweden, Finnland, im Baltikum, im europäischen Russland, Belarus, Ukraine, Moldawien, Rumänien, Serbien, Slowenien, Kroatien, Bosnien-Herzegowina, Mazedonien, Montenegro, Bulgarien, Türkei, Aserbaidschan, Georgien, Armenien, Iran und im Kaukasusraum vor.[19]
- Sibirische Kerbelrübe (Chaerophyllum bulbosum subsp. prescottii (DC.) Nyman, Syn.: Chaerophyllum prescottii DC.): mit gelbschaliger, gelbfleischiger und größerer, aber weniger aromatischer Knolle.[4][22] Die sibirische Unterart muss jedoch für die Frühlingsaussaat nicht stratifiziert werden (Kälteeinfluss vor Keimung). Sie kann mit der Wurzel bis zu 10 Jahre im Boden überdauern und treibt beispielsweise nach einem Steppenbrand (Russland) oder nach dem Pflügen in großer Zahl aus.[23] Letztere schosst bei Frühjahrsaussaat sofort und darf erst ab Juli ausgesät werden.[1] Die Sibirische Kerbelrübe wird von manchen Autoren auch als eigene Art Chaerophyllum prescottii angesehen.[19][20] Sie kommt ursprünglich vor in Bulgarien, in der Ukraine, im europäischen Russland, in Moldawien, Armenien, im Kaukasusraum, in Sibirien, Kasachstan und im westlichen Xinjiang.[19] In Dänemark, Norwegen, Schweden und Finnland ist sie ein Neophyt.[19][20]

## Vorkommen
Der Knollige Kälberkropf ist ein eurasisch-kontinentales Florenelement. Chaerophyllum bulbosum kommt in Mitteleuropa beispielsweise in Deutschland zerstreut vor. Er ist in Deutschland insbesondere in den Stromtälern verbreitet, fehlt aber zum Beispiel in den Alpen und dem Alpenvorland. In Österreich kommt der Knollige Kälberkropf lediglich im pannonischen Gebiet häufig bis zerstreut vor, ansonsten ist er selten. Er gilt im Alpengebiet Österreichs und im südöstlichen Alpenvorland als „gefährdet“. In der Schweiz ist er sehr selten verwildert oder verschleppt aufzufinden., gilt dort aber als indigen. Nennenswerten Anbau gibt es 2003 in Frankreich im Loire-Tal und im Norden von Großbritannien.
Der Knollige Kälberkropf wächst überwiegend an Flussufern und in Staudenfluren des Auenbereichs. Er ist häufig aus Gärten verwildert, wo er früher als Gemüse angebaut wurde und findet sich auch an feuchten, nitrophilen Säumen und Ruderalstandorten. Der Untergrund ist wasserzügig, häufig rieselnass und nährstoff- bzw. basenreich. Der Knollige Kälberkropf gilt als Charakterart einer eigenen Assoziation, des Chaerophylletum bulbosi; sie gehört zum Verband Aegopodion.
Die ökologischen Zeigerwerte nach Landolt et al. 2010 sind in der Schweiz: Feuchtezahl F = 4w (sehr feucht aber mäßig wechselnd), Lichtzahl L = 3 (halbschattig), Reaktionszahl R = 4 (neutral bis basisch), Temperaturzahl T = 4+ (warm-kollin), Nährstoffzahl N = 5 (sehr nährstoffreich bis überdüngt), Kontinentalitätszahl K = 5 (kontinental).

## Nutzung
Es gibt kaum Sorten, da sie, außer in Wädenswil, züchterisch kaum selektiert wurden. Züchterisch tätig waren noch Forscher in Frankreich, wo nach der Sorte ‘Altan’ 1986 durch Massenselektion die Sorten ‘Véga’ und ‘M4.10’ entstanden.

### Herkunft und Geschichte
Heimisch ist Chaerophyllum bulbosum in Mittel- und Südosteuropa. Sie wurde im Mittelalter durch Mönche eingeführt und seither angebaut. Schon 1580 wurde sie von Clusius auf dem Markt in Wien gefunden. 1588 nannte Tabernaemontanus die Pflanze „Nappen- oder Myrrhenkörffel“ und warnte davor, dass sie in Bezug auf das Aussehen der Blätter und Stängel mit dem Gefleckten Schierling verwechselt werden kann. In Deutschland sei sie sehr gemein und wachse an grasigen trockenen Orten neben den Straßen, hinter den Zäunen der Äcker, besonders im Wormser Gau. Erst 1846 wurde sie in Frankreich eingeführt. Prescott soll etwa 1850 die sibirische Form (C. prescottii) aus St. Petersburg aus einem Botanischen Garten nach Bern gebracht und für den Anbau verbreitet haben. Etwa zu dieser Zeit war der Knollige Kälberkropf schon über ganz Europa verbreitet. 1862 wurde er, nachdem bei Kartoffeln wieder sehr stark Kraut- und Knollenfäule ausgebrochen war, in Frankreich gar als möglicher Ersatz für die Kartoffel angesehen. In Deutschland ist der Knollige Kälberkropf nicht heimisch, hat sich aber fest eingebürgert. Anfang des 20. Jahrhunderts war sie kaum noch im Anbau. Knolliger Kälberkropf hatte jedoch zu gleicher Zeit im Raum Paris anbaulich einige Bedeutung erlangt. Ende des 20. Jahrhunderts bekam er jedoch bei der Suche und Neubewertung von neuen und alten Gemüsearten wieder Bedeutung. Er wurde dann wegen seines hohen Stärkegehalts und des guten Aromas züchterisch bearbeitet.

### Anbau und Ernte
Der Anbau ähnelt sehr dem der Pastinake oder Möhre. Als guter Standort gelten leichtere Böden, um die Ernte zu erleichtern, und Standorte, die nicht frisch mit Stallmist gedüngt wurden. Die Kulturdauer beträgt 9 bis 10 Monate. Die Kultur kann einjährig oder zweijährig angelegt werden. Aussaat erfolgt direkt ohne Jungpflanzenanzucht nach Saatguternte im September bis November. Die Pflanzung ist nicht üblich, weil es die Kultur unwirtschaftlich macht. Die Saat keimt erst im Frühjahr und das Keimergebnis ist unregelmäßig. Der Reihenabstand beträgt 20 bis 25 cm und der Saatabstand in der Reihe 4 bis 6 cm. Die dichte Saat wird auf 10 cm Abstand in der Reihe vereinzelt. Die Saat keimt erst im Frühjahr, da die Keimruhe gebrochen werden muss. Dies erfolgt erst bei mindestens 8 Wochen anhaltender Feuchte und Temperaturen unter 5 °C. Nach der Stratifikation ist für die Keimung ein Temperaturbereich von 5 bis 10 °C am besten. Bei Temperaturen über 25 bis 30 °C kommt es zu deutlicher Keimhemmung. Vom Frühjahr bis Juni wird die Kultur unkrautfrei gehalten und nach Bedarf bewässert. Im Juni beginnen die Blätter zu vergilben, was das Zeichen für Wurzelreife ist. Die Ernte beginnt dann im Juli. Diese Gemüseart hat sich aber im erwerbsmäßigen Anbau wegen des geringen Ertrags und der schlechten Keimfähigkeit des Samens kaum verbreitet, hat jedoch Bedeutung im Hausgarten. Als Partner in der Mischkultur eignen sich als Zwischenpflanzung im Frühjahr Zwiebeln und danach Salat. Beide werden vor der Kerbelrübe geerntet.

### Vermehrung
Der Knollige Kälberkropf wird über Samen vermehrt. Dazu werden nur die schönsten und größten Rüben ausgewählt, neu auf 25 × 30 cm gepflanzt. Im folgenden Frühjahr schossen sie sofort mit beginnender Vegetation. Der Samenertrag ist hoch.

### Krankheiten und Schädlinge
Beim Knolligen Kälberkropf sind ähnliche Krankheiten möglich, wie sie auch bei Karotten, Pastinaken, Sellerie und anderen Doldenblütlern vorkommen. Dies sind vor allem Möhrenfliege, Lagerfäule und Wurzelläuse. Sonst ist der Knollige Kälberkropf auch Wirt für Blattlausarten am Kraut, Fraß durch Feldmäuse, Echter Mehltau (Erysiphe heraclei) oder Selleriemosaikvirus (celery mosaic virus). Sie kann auch Wirt für Möhrenröte (carrot motley dwarf, CMD), auch Möhrenscheckung genannt, und Parsley Yellow Fleck Virus (PYFV) sein, die beide von der Gierschblattlaus (Cavariella aegopodii) übertragen werden.

## Verwendung

### Küche
Knolliger Kälberkropf ist eher ein seltenes Feinschmeckergemüse. Erst einige Monate nach Einzug der Blätter Ende Herbst entwickelt die Wurzel des Knolligen Kälberkropfs richtig Aroma. So ist der Geschmack der Wurzel von Dezember bis März am besten. Der Geschmack des Knolligen Kälberkropfs kommt dem von Esskastanien am nächsten. Wurzeln, die gefroren waren, haben ein Aroma, das an Haselnuss erinnert. Die Wurzeln sind süßlich. Zubereitet wird die Knolle ähnlich den Teltower Rübchen., jedoch nur die großen. Sie werden auch ähnlich wie Frühkartoffeln geschmort und als Beilage serviert. Die kleiner fallenden Wurzeln können besser für Suppe oder Ragout zubereitet werden. Das Knollenfleisch lässt sich nach dem Kochen leicht von der Wurzelhaut trennen und herausdrücken. Auch die Blätter der jungen Pflanze und geschälte Pflanzenteile wurden früher in der Küche verwendet. Diese wurden als Kräutersuppe zubereitet, als Spinatersatz gegessen oder zu Salat als Würze gegeben.

### Inhaltsstoffe
Die Knolle vom Knolligen Kälberkropf ist ein stärke- und eiweißhaltiges, aber relativ fettarmes Nahrungsmittel. Die Heimische Kerbelrübe (Chaerophyllum bulbosum subsp. bulbosum) enthält getrocknet bis zu 57 % Stärke und 5 % Zucker. Die Sibirische Kerbelrübe (Chaerophyllum bulbosum subsp. prescottii) enthält mit etwa 17 % deutlich weniger Stärke. Wird die Knolle direkt nach der Ernte noch 4 Monate bei 4 °C gelagert wird ein großer Teil der Stärke in Zucker umgewandelt.

### Lagerung
Aufbewahrt werden die unterirdischen Pflanzenteile vom Knolligen Kälberkropf wie die von Pastinaken, Wurzelpetersilie oder Karotten in feuchtem, nicht nassem Sand, oder in Folienbeuteln bei 4 °C.

## Trivialnamen
Deutschsprachige Trivialnamen sind beispielsweise Kerbelrübe, Knollenkerbel, Rübenkerbel, Knolliger Kerbel, Rüben-Kälberkropf oder Erdkastanie. Für den Knolligen Kälberkropf bestehen bzw. bestanden auch die weiteren deutschsprachigen Trivialnamen: Barebächer (Siebenbürgen), Beperle (Österreich), Beperlesalat (Österreich), Buschmöhren (Schlesien), Erdkastanien, Kerbelrübe, Köpken (Mark Brandenburg), Köpkensalat (Mark Brandenburg), Myrrhenkörfel, Nappenkörfel, Nipenkörfel (Mark Brandenburg), Päperläpä (Bernburg), Peperle (Anhalt, Schlesien), Peperli (Österreich), Peperlilein (Österreich), Peperlepep (Mark Brandenburg), Pimperlimpimp (Schlesien), Pöperl (Österreich) und Rübenkärbel (Schlesien).

## Anmerkung
1. ↑  Als „Napen“ wurden Steckrüben bezeichnet. „Myrrhen-körffel“ weil der Knollige Kälberkropf als die Pflanze gedeutet wurde, welche von Dioskurides als „Myrrhis“ bezeichnet wurde. (Julius Berendes: Des Pedanius Dioskurides Arzneimittellehre in 5 Büchern. Enke, Stuttgart 1902. Buch IV, Kapitel 114 Digitalisat Universitätsbibliothek Düsseldorf. Abgerufen am 20. April 2022.). Aus dem Kapitel „Myrrhis“ des Dioskurides entnahm Tabernaemontanus die Angaben, die er zur medizinischen Verwendung des Knolligen Kälberkropfes aufführte.